# Étang de Balistra
L'étang de Balistra est une lagune de Corse-du-Sud située au nord-est de Bonifacio s'étendant sur 99 hectares.

## Géographie
Cet étang se situe au nord du golfe de Santa Manza, à l’embouchure du ruisseau Francolu. L'étang de Balistra, comme celui de Diana et d'Urbino, est né de l'envahissement par la mer d'une zone côtière d'effondrement. Il est généralement profond d'une dizaine de mètres.

## Écologie[1]

### Faune et flore
L'étang accueille de nombreuses espèces d'oiseaux comme des grands cormorans, des canards plongeurs et des grèbes huppés.
Au niveau de l'embouchure du Francolu, des limicoles et des amphibiens comme le Discoglosse sarde, le crapaud vert et la rainette sarde et des reptiles comme la tortue cistude sont très présents.
Au niveau du plan d'eau, on peut observer le poisson Cyprinodonte de Valence.
L'étang se situe dans une zone sauvage recouverte de maquis où on peut observer la Tortue d'Hermann, le lézard tiliguerta et des geckos comme le Phyllodactyle d'Europe et l'Hémidactyle verruqueux.

### Protection
Le Conservatoire du Littoral protège 19.66 hectares d'étang depuis 2015. Cependant, certaines parties sont menacées, comme le cordon lagunaire qui se dégrade par une trop grande fréquentation.